# رندی مایزنر
رندی مایزنر (به انگلیسی: Randy Meisner) (زادهٔ ۸ مارس ۱۹۴۶ - درگذشتهٔ ۲۶ ژوئیهٔ ۲۰۲۳) خواننده، ترانه سرا، نوازنده آمریکایی بود. او عضو گروه ایگلز بود.

## زندگینامه
رندی مایزنر در ۸ مارس ۱۹۴۶ در یک خانواده کشاورز در اسکاتسبلاف، نبراسکا زاده شد. او در سال ۱۹۶۶ به کالیفرنیا رفت. در سال ۱۹۷۱ رندی مایزنر به همراه دان هنلی، گلن فرای، و برنی لیدن،‌ گروه راک ایگلز را ایجاد کرد. او در دوره عضوت در این گروه در خواندن و نویسندگی ترانه‌هایی چون هتل کالیفرنیا، بهترین عشق من، و Take It To The Limit همکاری داشت مایزنردر سال ۱۹۷۷ بعد این گروه را ترک کرد. تیموتی بی اشمیت که جایگزین او شد، گفت که او خسته شده است.
در سال ۱۹۹۴ رندی مایزنر از تور گردهمایی دوباره این گروه کنار گذاشته شد. اما در سال ۱۹۹۸ برای مراسم معارفه آنها در شهر نیویورک و در تالار راک اند رول در کنار این گروه ظاهر شد. در سال ۲۰۱۳ رندی مایزنر پیشنهاد پیوستن دوبار به این گروه را برای یک تورجهانی به دلیل بیماری رد کرد.
او در تک آهنگ‌هایی که اجرا کرد، هرگز نتوانست به موفقیتی برسد که به همراه گروه ایگلز دست پیدا کرده بود.
رندی مایزنر در ٢۶ ژوئیهٔ ٢٠٢٣ به دلیل عوارض ناشی از بیماری مزمن ریوی درگذشت. زندگی او با مشکلات سلامت روان، اعتیاد و مسائل خانوادگی در هم تنیده بود..